# خنزير البحر أبو نظارة
خنزير البحر أبو نظارة (الاسم العلمي: Phocoena dioptrica) هو نوع من الحيتانيات، يتبع جنس خنزير البحر.